# ROZ-contract
Een ROZ-contract is in Nederland een huurovereenkomst (voor de huur en verhuur van vooral bedrijfsmatig vastgoed) op basis van het standaardmodel voor de verhuur van bedrijfsruimte van de Raad van Onroerende Zaken (ROZ) (2003).

## Huur vanbedrijfsmatig onroerend goed(BOG)
De huur van een bedrijfspand wordt geregeld in het Boek 7 van het Nederlandse Burgerlijk Wetboek, titel 4. Daarin staat onder andere vermeld hoe partijen omgaan met elkaar en met alle zaken die behoren tot het gehuurde. Om geen fouten te maken bij het zelfstandig opstellen van een huurovereenkomst is door de Raad van Onroerende Zaken een model huurovereenkomst opgesteld met een aanhangsel met algemene voorwaarden die aansluit op het burgerlijk wetboek en voorziet in alle mogelijke gevallen waarin de huurovereenkomst een uitsluitsel moet geven. Een ROZ-contract bestaat standaard uit drie documenten
1. De huurovereenkomst
2. De algemene voorwaarden
3. De demarcatielijst

Het voordeel van een ROZ-contract is dat overal aan gedacht is.
Het nadeel van een ROZ-contract is dat dit contract voorziet in veel voordelen voor de verhuurder en veel nadelen voor de huurder. Op een paar plaatsen in het ROZ-contract wordt ook uitdrukkelijk het BW terzijde geschoven in het voordeel van de verhuurder. Een voorbeeld hiervan (naast vele andere afwijkingen) is het vervangen van versleten onderdelen in het sanitair / de natte ruimtes: dat is standaard (dus volgens BW) voor de verhuurder, maar conform ROZ is dat dan voor de huurder. Dit wordt geregeld door (verwijzingen in het contract naar) de demarcatielijst.